# Герен, Анри (фехтовальщик)
Анри Герен (фр. Henri Guérin; 20 мая 1905 — 11 октября 1967) — французский фехтовальщик-шпажист, олимпийский чемпион и чемпион мира.

## Биография
Родился в 1905 году в Париже. В 1947 году стал чемпионом мира по фехтованию. В 1948 году принял участие в Олимпийских играх в Лондоне, где стал обладателем золотой медали в командной шпаге, а в личном первенстве занял 4-е место. На чемпионате мира 1950 года завоевал серебряную медаль.